# Brekina
Die Brekina Modellspielwaren GmbH (Eigenschreibweise: BREKINA) ist ein deutscher Hersteller von Modellfahrzeugen für Sammler und Modelleisenbahner mit Sitz im südbadischen Teningen.

## Sortiment
Das Angebot umfasst vorrangig Miniaturen im Maßstab 1:87 (Nenngröße H0). Der Hersteller beschränkt sich auf Straßenfahrzeug-Modelle nach Vorbildern der 1930er bis 1980er Jahre, hier über die gesamte Breite von Pkw („Brot-und-Butter-Fahrzeuge“ aller Größenklassen und Luxus- sowie Sportwagen) und Nutzfahrzeugen wie Omnibusse, Lieferwagen, Lkw mit den verschiedensten Aufbauten. Außerdem vertreibt Brekina Modelle aus der Fertigung anderer Hersteller. Ab 1984 bot Brekina zusätzlich auch Zeitschriften und Bücher zu fahrzeuggeschichtlichen Themen an.
Von 2005 bis Ende der 2010er Jahre wurden außerdem Modell-Eisenbahn-Fahrzeuge hergestellt und vertrieben, diese neben dem verbreitetsten Maßstab 1:87 (Nenngröße H0) auch für die Maßstäbe 1:160 (Nenngröße N), 1:43 (Nenngröße 0) und 1:22,5 für die IIm-Gartenbahn.

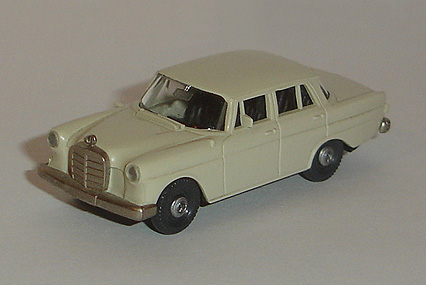
Modell von 1982: Mercedes-Benz 190 (W 110)

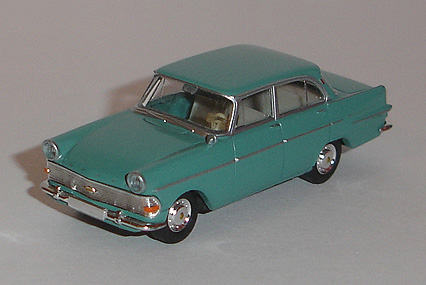
Pkw-Modell von Brekina: Opel Rekord P2

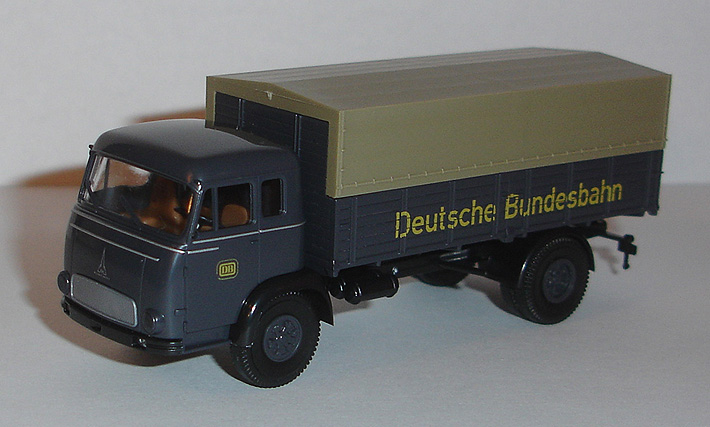
Lkw-Modell von Brekina: Magirus-Deutz Pluto

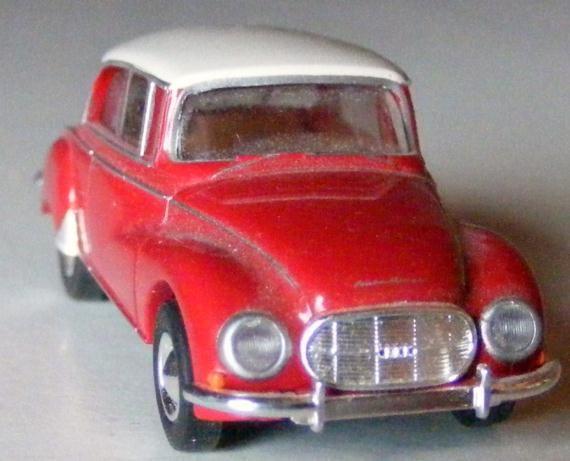
Modell des Auto Union 1000 mit viel „Chrom“

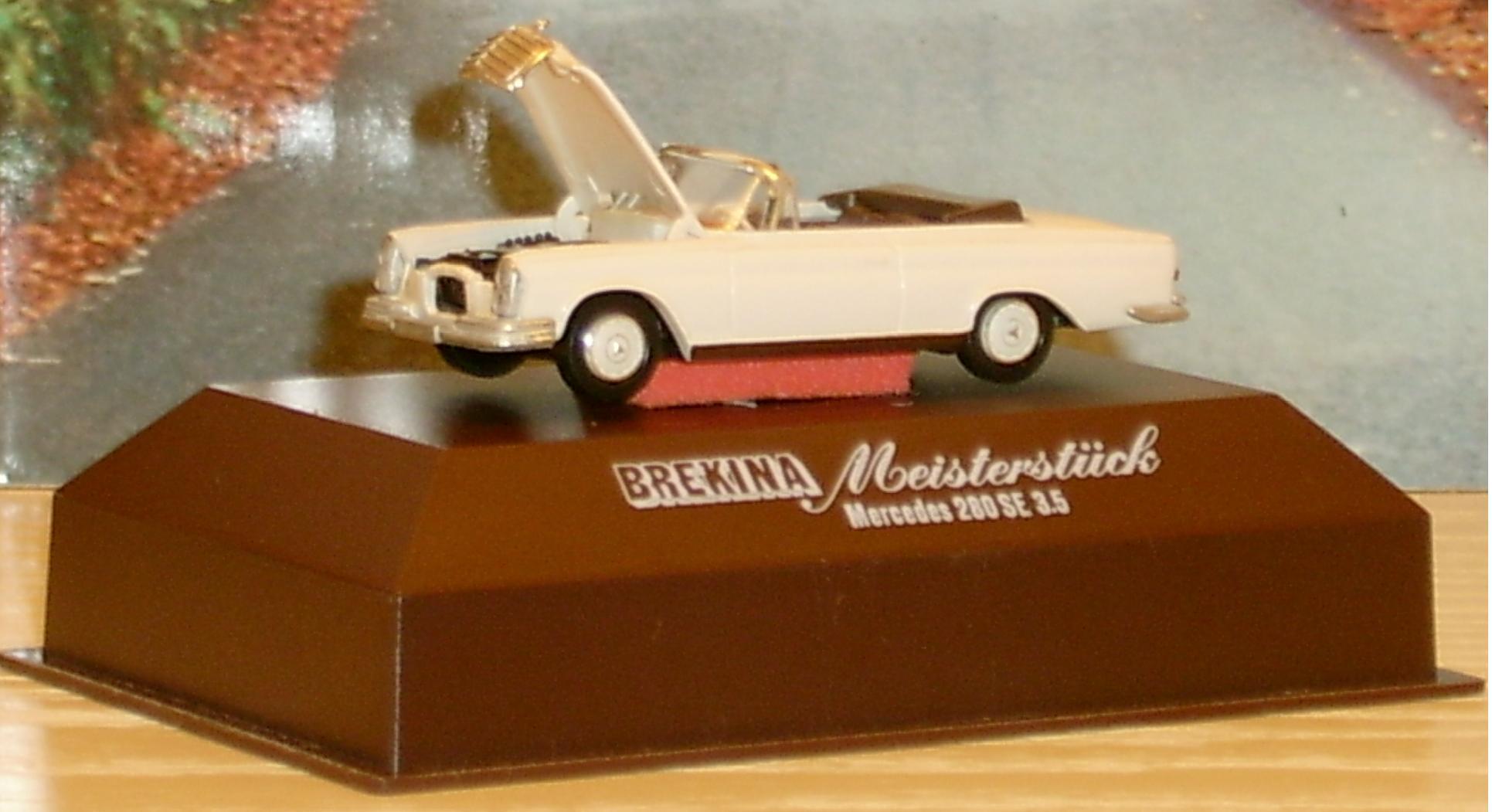
Modell des Mercedes-Benz 280 SE, sog. „Meisterstück“ mit beweglicher Motorhaube und Motordarstellung in 1:87

## Geschichte
Das Unternehmen wurde 1980 von drei Handelsvertretern aus der Spielwarenbranche gegründet, um speziell auf die Dampflok-Zeit ausgerichtete Modellautos zu fertigen. Der Firmenname wurde aus den Anfangsbuchstaben der Familiennamen der Gründer Breitenbach, Kießling und Nann gebildet. Die ersten Modelle wurden im Schwarzwald entwickelt und produziert und an verschiedenen Orten montiert, zum Teil in Heimarbeit.
1982 wurde Werner Hartung, Mitinhaber des Kunststoffwerkes Hartung in Teningen, zum Geschäftsführer. Zwei der drei Gründer traten 1986 aus dem Unternehmen aus. Manfred Breitenbach blieb als dritter Gründer noch bis 2001 Gesellschafter, um dann auch aus Altersgründen auszuscheiden. Von 2002 bis 2018 war Werner Hartung alleiniger Gesellschafter. Er verkaufte Brekina Ende 2018 an die Firma Model Car World in Flörsheim. Ende Mai 2019 zog das Lager von Teningen nach Flörsheim um, die Auslieferung erfolgt seitdem von dort aus. 2021 wurde Model Car World vom belgischen Private-Equity-Unternehmen Vendis Capital übernommen.

## Modelle
Die Vorbildfahrzeuge entstammen dem Zeitraum von etwa Mitte der 1930er Jahre bis Ende der 1980er Jahre, sie passen damit zu den Modellbahnepochen II, III und IV. In der Anfangszeit wurden zunächst Vorbildfahrzeuge der 1930er Jahre dargestellt, das erste Modell 1980 war ein Opel P4 der Originalbauzeit 1935 bis 1937, es folgte noch im selben Jahr ein Modell des DKW F 7 als Limousine und Kastenwagen, bereits das dritte Modell hatte mit dem Citroën Traction Avant ein ausländisches Vorbild. Mit dem BMW Dixi erschien dann das vierte und letzte PKW-Modell nach Vorkriegs-Vorbild. Zu dieser Zeit war der einzige größere Modellhersteller, der einige Modelle dieses Zeitraums im H0-Maßstab anbot, die Firma Wiking-Modellbau.
Besondere Modelle stellten die Straßen-Dampfwalzen dar, die 1982 erschienen. Sie hatten kein reales Vorbild, waren aber dem charakteristischen Erscheinungsbild der 1920er und 1930er Jahre gut nachempfunden. Sie unterschieden sich zum einen in eine europäische Variante mit kurzem Dach über dem Fahrerstand und zum zweiten in eine amerikanische Variante mit langem Dach, das bis zum Schornstein vorgezogen wurde und seitliche Überhänge aufwies, die wiederum mit verschiedenen Unternehmens-Bezeichnungen bedruckt waren. Farblich wurden die Dampfwalzen nur in zwei Farben produziert, in Rostbraun und Schwarz. Eine im Programm von Brekina einmalige Eigenheit war die Zahnradmechanik, die dafür sorgte, dass das Schwungrad sich mit dem hinteren Antriebsrad mitdrehte. Die Walzen waren bis 1988 im Angebot.
1982 erschien mit dem Mercedes-Benz 190 erstmals ein Modell eines Fahrzeuges der 1960er Jahre, 1983 mit dem Ford Taunus P2 erstmals ein Pkw der 1950er Jahre. Bei der damals noch recht geringen Auswahl an Grundmodellen wurden in kurzer Folge von den jeweiligen Grundmodellen relativ viele Farb- und Beschriftungsvarianten hergestellt, etwa verschiedenfarbige Karosserien, Ausführungen als Taxi, Polizei- und Feuerwehrfahrzeug etc., was allerdings auch bei den Wettbewerbern häufig in ähnlicher Form, wenn auch meist in nicht ganz so raschem Zeitablauf, üblich war.
1982 präsentierte Brekina mit dem Mercedes-Benz-Omnibus O 5000 das erste Nutzfahrzeug. 1983 folgte ein Anderthalbdecker-Bus, sowohl als Mercedes-Benz wie auch als Büssing lieferbar. Der Mercedes-Benz-Bus O 317 K wurde zwar zeitgleich angekündigt, wurde jedoch erst 1996 verwirklicht. 1984 erschien mit dem Mercedes-Benz-Lastwagen L 3500 der erste zivile Lastkraftwagen, der auch als Feuerwehr-Tanklöschfahrzeug und als Feuerwehr-Drehleiter angeboten wurde. Die Vorbilder stammten aus den 1950er Jahren.
Im Jahr 1985 folgte mit dem VW Transporter T1a der ersten Generation ein erster Kleintransporter, der Brekina berühmt machte. Der sogenannte „Bulli“ aus den 1950er Jahren wurde in vielen Karosserievarianten (elf Form-Versionen), Farb- und Dekorvarianten produziert. Bis 2016 waren so über 2½ Millionen Modelle in 1500 Varianten zusammengekommen, die 2000. Variante stellte Brekina auf der Nürnberger Spielwarenmesse 2019 vor.
Bereits ab 1984 gab es Set-Packungen, die mehrere thematisch zusammenpassende Modelle en bloc enthalten, etwa Einsatzfahrzeuge oder unterschiedliche Busse desselben Verkehrsbetriebs, aber auch Zusammenstellungen unterschiedlicher Fahrzeuge nach Vorbildern diverser Industrieunternehmen. Zusammen mit den an Fremdfirmen zugelieferten Modellen finden sich bis Ende 2018 über 300 Set-Packungen, die Brekina-Modelle enthalten. Davon wurden etwa 65 Prozent von Brekina selbst produziert und ausgeliefert. Auch gab es verschiedene Sammlerboxen mit diversen Modellen des VW T1, VW T2 und Opel Blitz mit Begleitheft als sog. „Sammlerschatz“.
Brekina-Modelle findet man ebenso als Ladegut und zeitgenössische Beilage bei allen bekannten großen deutschen Modellbahnherstellern. Viessmann vertrieb von Brekina zugekaufte Modelle mit eingebauter Beleuchtung, Faller versah zugekaufte Brekina-Modelle mit seinem Car-System-Antrieb.
Die Zusammenarbeit zwischen den Modellfahrzeug-Herstellern funktionierte bereits zu frühen Zeiten der Firma Brekina. Bereits Mitte der 1980er Jahre kaufte Brekina z. B. Tankauflieger und Wechselbehälter-Auflieger von anderen Herstellern zu, und bis heute findet ein Austausch von Komponenten statt.
Ein besonderes Produkt lieferte Brekina 1988 mit dem 1987 angekündigten Mercedes-Benz LP 333 aus, dessen vorbildentsprechende vordere Doppelachse mit funktionierenden Lenkachsen ausgeführt wurde, damals einmalig auf dem Modellautomarkt. Nach einigen Varianten ging man jedoch in Teningen wegen des hohen Aufwandes und damit verbundenen hohen Verkaufspreises dazu über, von der Lenkbarkeit wieder zu starren Achsen zurückzukehren. Die Modelle können aber unter Verwendung des Zurüstsatzes 1005 nachgerüstet werden, sofern man diesen schon länger nicht mehr verfügbaren Satz noch auffindet.
Im Oktober 1984 hatte mit dem Brekina-Autoheft (neben den Postkarten-Serien mit Fotos von Lkws der 1950er und '60er Jahre) das erste umfangreiche Druckerzeugnis aus dem Hause Premiere. Bis 2020 erschien diese Publikation jährlich. Enthalten waren, zumeist zu den jeweils neu erscheinenden Modellen passende, Bildberichte über historische Vorbildfahrzeuge mit zahlreichen, in der Regel zeitgenössischen, Fotos sowie auch eine, bis Mitte der 2010er Jahre ausführliche, Vorstellung des aktuellen Modellprogramms. Brekina hat außerdem in den Jahren 2003 und 2005 zwei Bücher zu den Themen deutsche Bahnbusse sowie deutsche Postbusse veröffentlicht.
Seit etwa 2002 kommen auch verstärkt Modelle nach Vorbildern anderer westeuropäischer Länder (z. B. Citroën, Peugeot, Alfa Romeo, FIAT, DAF, Volvo, Saab, Scania-Vabis, Rover, Austin) und den USA (z. B. Chevrolet und Checker) neu ins Programm. Ein von Brekina bereits seit kurz nach der Wende in der DDR ab 1991 bedientes Sammelgebiet sind Modelle nach ostdeutschen Vorbildern, zunächst als Druckvarianten, kurz danach auch mit Neuentwicklungen wie Trabant, Wartburg, Barkas oder IFA-Lastwagen, aber auch der Autodrehkran ADK 6.3 des VEB Hebezeugwerk Sebnitz. Inzwischen gehören auch Nachbildungen von EMW und Robur sowie Modelle aus der Tschechoslowakei (Škoda, LIAZ und Avia), Ungarn (Ikarus-Busse), Polen (Jelcz-Busse) und der Sowjetunion (Lada Niva) zum Programm, darunter mit dem Ikarus 280 auch Brekinas erster Gelenkbus.
Im Jahr 2004 wurde das Modell des Schienen-Straßen-Omnibus der ehemaligen Firma NWF vorgestellt, auch als Modell eines Zweiwegefahrzeuges. Dieses Modell konnte vorbildgerecht auch mit zwei Schienenfahrgestellen ausgestattet werden und wurde als Novum der Firma Brekina und überhaupt in diesem Modellsegment wahlweise auch mit Antrieb für elektrische Modelleisenbahnen angeboten. Im Frühjahr 2008 wurde von Brekina erstmals das ebenfalls mit einem Antrieb ausgestattete Modell eines MAN-Schienenbusses, somit eines reinen Eisenbahn-Fahrzeuges, vorgestellt, was für einen Hersteller von Automodellen vorher ohne Beispiel war. Ergänzt wurde diese Produktlinie durch Bahnmeisterei-Fahrzeuge in Form von Draisinen nach dem Vorbild des Klv 12 und Klv 20 (letztere auf Basis des VW T1) der Deutschen Bundesbahn. Die Draisine Klv 20 erschien zusätzlich im LGB-Maßstab 1:22,5 für Spur IIm. Dem urigen Borgward-LVT der Sylter Inselbahn, der erstmals auch im schmalspurigen H0m-Maßstab verfügbar war, folgte der bei vielen NE-Bahnen im Einsatz stehende vierachsige Esslinger Triebwagen und zuletzt der modernere vierachsige Nebenbahn-Triebwagen NE 81. Die Produktlinie der Schienenfahrzeuge stellte Brekina schließlich 2018 ein, um sich fortan wieder ausschließlich der Produktion von Straßenfahrzeug-Modellen zu widmen.
Seit 2000 arbeitet Brekina mit verschiedenen chinesischen Partnern zusammen und vertreibt seit 2009 die Marken „Starmada“ und „Drummer“. In den Jahren 2008 und 2009 hatte die Firma Brekina Modelle der britischen Marke „Classix“ in ihrem Vertriebssortiment, die aus Metall mit Kunststoffteilen im Maßstab 1:76 (Nenngröße 00) gefertigt wurden und ebenfalls Fahrzeuge (Pkw, Lieferwagen und Lkw) aus der Zeit der 1950er bis 1970er Jahre zum Vorbild hatten. Ab 2010 wurden von Brekina für kurze Zeit einige Modelle im Maßstab 1:43 (Nenngröße 0) unter dem Markennamen „Bing“ angeboten. Seit 2014 vertreibt Brekina verschiedene Modellversionen der deutschen Marke „Starlinie“, die oft auf österreichischen Nutzfahrzeugen basieren. Diese Starline-Modelle wurden ursprünglich zu Merchandising-Zwecken der Österreichischen Post entwickelt. Folgende Markennamen (Label) werden für von Brekina vertriebene Modelle im Maßstab 1:87 benutzt: Trompeter (2006), Drummer (ab 2009), Starmada (ab 2009), Resina (2012/2013), Starline (seit 2014) und PCX 87 (seit 2020). Von Brekina wurden im Jahr 2012 fast eine halbe Million Miniaturfahrzeuge verkauft.
Brekina, Herpa, Wiking, Rietze, Busch und Schuco sind einschlägige Hersteller von Modellfahrzeugen im H0-Maßstab 1:87. Auch im Bereich Busse erscheinen viele verschiedene ältere Modelle mit großem Detailreichtum.

## Herstellung
Als Werkstoff der Brekina-Modelle dient Kunststoff, die Verarbeitung erfolgt im Spritzgussverfahren. Für die Karosserien wird Acrylnitril-Butadien-Styrol (ABS) und für Verglasungen klarsichtiges Polystyrol (PS) verwendet. In geringen Umfang tauchen auch weitere Werkstoffe auf, z. B. Polyoxymethylen (POM). Einige Modell-Nutzfahrzeuge und alle Modellbahnfahrzeuge haben Metallchassis aus Zink-Druckguss.
Bei einigen Modellen wie z. B. dem VW Käfer und dem kleinen Reisebus Setra S6 verwendete man bei Brekina das Zweikammer-Spritzguss-Verfahren, um Karosserie und Verglasung – untrennbar miteinander verbunden – vorbildgetreuer darstellen zu können.
Wie insgesamt bei Modellen in diesem Maßstab hat auch bei Brekina im Laufe der Jahre die Detailtreue der Modelle erheblich zugenommen. In China produzierte Pkw-Modelle werden ab 2001 zusätzlich lackiert und mehrfach äußerst fein bedruckt. Frühe Grundmodelle sind inzwischen aus dem Programm entfallen, etwa durch Formenverschleiß, doch kommen auch ältere Modelle in größeren zeitlichen Abständen immer wieder in neuen Farb- oder Bedruckungsvarianten heraus.
Während die bis auf die Achsen aus dem kratzfesten und bruchsicheren Kunststoff Acrylnitril-Butadien-Styrol (ABS) bestehenden Modelle bis heute Standard sind, erschienen vor einigen Jahren einige hochpreisige Lastwagen- und Busmodelle mit Metallchassis. Von allen verfügbaren Grundformen erschienen und erscheinen bereits seit den 1980er Jahren auch für bestimmte Länder vorbehaltene Varianten als Auslandsmodelle, ferner werden im Kundenauftrag Werbemodelle gefertigt, die nicht an den Fachhandel, sondern an den Auftraggeber geliefert werden.

## Veröffentlichungen (Auswahl)
- Brekina Autoheft extra 1 · Krupp Nutzfahrzeuge nach 1945. Teningen 1989.
- Brekina Autoheft extra 2 · Die Opel Blitz Geschichte. Teningen 1990.
- Brekina Autoheft extra 3 · Fahrzeuge der Deutschen Bundespost 1945-1970. Teningen 1990.
- Werner Hartung: IFA Hauben-Laster aus Zwickau und Werdau. Brekina Auto-Geschichte, Teningen 2001.
- Volkhard Stern, Werner Hartung: Die Straßenfahrzeuge der Deutschen Bundesbahn · Teil 1: Bahnbusse. Brekina Auto-Geschichte, Teningen 2003, OCLC 907800901.
- Volkhard Stern: Chronik der Kraftpost. Brekina Auto-Geschichte, Teningen 2005, ISBN 3-00-015453-1.
- 50 Jahre Mercedes-Benz L 3500. Brekina Auto-Geschichte, Sondermodell und Begleitheft zum Jubiläum.

Zudem erschien von 1984 bis 2020 die jährliche Schriftenreihe BREKINA Autoheft.

## Auszeichnungen
Modelle von Brekina wurden in Leserwahlen mehrfach zum Modellauto des Jahres gekürt. Auch in den Niederlanden wurden die Modellautos mehrfach ausgezeichnet.

## Rezeption
Andi Payne schreibt über das Unternehmen in seinem Buch HO Scale Model Buses, dass Brekina dazu neige, ältere Fahrzeugtypen bevorzugt zu produzieren und alle Fahrzeugtypen abzudecken. Die neueren Modelle seien nun viel detailreicher und von weniger verbreiteten Typen. Brekina wird von ehemaligen leitenden Mitarbeitern von Mitwettbewerbern zu den detailverliebten Herstellern gezählt.
Das Modellbahn-Magazin modellbahninfo.org würdigte in zwei Modellbesprechungen von 2015 und 2018 Brekinas funktionsfähige und beleuchtete Nachbildungen von Schienenbussen der DB-Baureihe VT 95 im Maßstab 1:87 (Nenngröße H0), die in verschiedenen Varianten erschienen. Dabei wurde auf die „perfekte“ und „kompromisslose Umsetzung des Vorbildes“ hingewiesen.